# Рюкю-хан
Рюкю́-ха́н (яп. 琉球藩, りゅうきゅうはん, МФА: [ɾʲuːkʲuː haɴ]) — автономний уділ в Японії, на території колишньої Рюкюської держави. Утворений японським урядом часів реставрації Мейдзі. Існував протягом 1872—1879 років, до часу остаточної анексії Рюкю японцями.

## Короткі відомості
Утворення Рюкю-хану було пов'язане з бажанням японського уряду заявити на міжнародному рівні про приналежність Рюкюського архіпелагу до Японії.
1871 року стався тайванський інцидент, в результаті якого моряки з рюкюського острова Міяко, що зазнали аварії, були вбиті тайванськими аборигенами. Для того, аби засвідчити, що усі мешканці Рюкю є громадянами Японії, а саме Рюкю знаходиться в межах Японської держави, 14 вересня 1872 року Рюкюська держава було перейменоване Імператорським рескриптом на автономний уділ — Рюкю-хан. Колишній рюкюський ван Сьо Тай призначався удільним ваном), зараховувався до числа японської титулованої шляхти й отримував титул маркіза.
1871 року японський уряд ліквідував на території Японії автономні хани і на їхньому місці заснував префектури, що напряму підпорядковувалися центру. Проте Рюкю отримало перехідний статус хану, аби в майбутньому Японія могла здійснити остаточну анексію Рюкюського архіпелагу. Титул удільного вана був обраний з дипломатичних мотивів, аби не сполошити Цінський Китай. В самому Рюкю місцева аристократія була занепокоєна діями Японії.
1875 року японський уряд призначив дипломата Мацуду Міюкі відповідальним за анексію Рюкю і розпочав переговори з приєднання Рюкюської держави до Японії. У відповідь рюкюська сторона заходилася чинити опір, затягуючи переговорний процес. Одночасно з цим Цінський Китай заявив свої права на Рюкю і ввів економічні санкції щодо Японії.
11 березня 1879 року Мацуда проголосив від імені Імператора Японії ліквідацію автономного уділу Рюкю-хан і заснування на його місці нової адміністративної одиниці — префектури Окінава. Під тиском загонів японського війська і поліції він прийняв здачу ванського палацу Шюрі. Незважаючи на зміну назви Рюкю, була збережена традиційна рюкюська система управління на чолі з ваном. Останній став головою префектури, а його аристократи сформували міський чиновницький апарат. Разом із ліквідацією Рюкю-хану перестала існувати Рюкюська держава.